# Герфорд (район)
Ге́рфорд (нім. Kreis Herford) — район в Німеччині, в складі округу Детмольд землі Північний Рейн-Вестфалія. Адміністративний центр — місто Герфорд.

## Населення
Населення району становить 247754 особи (2011).

## Адміністративний поділ
Район поділяється на 3 комуни (нім. Gemeinden) та 6 міст (нім. Städte):
| № | Комуна/ місто | Площа, км² | Населення, осіб (2011) | Центр        |
| - | ------------- | ---------- | ---------------------- | ------------ |
| 1 | Гідденгаузен  | 23,9       | 19753                  | Гідденгаузен |
| 2 | Кірхленгерн   | 33,8       | 15996                  | Кірхленгерн  |
| 3 | Родінггаузен  | 36,3       | 9784                   | Родінггаузен |
| 1 | Бюнде         | 59,3       | 44573                  | Бюнде        |
| 2 | Герфорд       | 79,0       | 63786                  | Герфорд      |
| 3 | Енгер         | 41,2       | 19941                  | Енгер        |
| 4 | Льоне         | 59,5       | 40080                  | Льоне        |
| 5 | Флото         | 76,9       | 19075                  | Флото        |
| 6 | Шпенге        | 40,3       | 14766                  | Шпенге       |

| Німеччина | Це незавершена стаття з географії Німеччини. Ви можете допомогти проєкту, виправивши або дописавши її. |

1. ↑  https://www.landesdatenbank.nrw.de/ldbnrw/online;jsessionid=FBC481AAC50656B8CA9E933111BC242A.ldb2?sequenz=tabelleErgebnis&selectionname=12411-31iz
2. ↑  https://www.destatis.de/DE/Themen/Laender-Regionen/Regionales/Gemeindeverzeichnis/Administrativ/04-kreise.html